# Костел Святого Яна Кентського (Новоставці)
Костел Святого Яна Кентського в Новоставцях — римсько-католицька церква в селі Новоставцях Тернопільської области України.

## Відомості
- 1882 — з ініціативи о. Станіслава Громницького споруджено та освячено філіальний мурований костел.
- 1907 — місцевий власник Владислав Чайковський пожертвував для настоятеля мурований будинок та земельну ділянку.
- 7 лютого 1911 — заснована парафіяльна експозитура, яка в 1925 році стала парафією.
- 1913 — зроблено частковий ремонт святині, але під час Першої світової війни зазнала істотних пошкоджень.
- 1927—1928 — відремонтовано храм.
- 1944 — святиня зазнала руйнувань внаслідок артилерійського обстрілу. Після Другої світової війни її розібрали, для будівництва колгоспних споруд.

## Настоятелі
- о. Йосиф Бодарський,
- о. Валентин Гарчинський,
- о. Петро Соколовський